# Pendleton Ward
Pendleton Ward (San Antonio, Texas; 8 de julio de 1982) es un productor, guionista, animador y actor de voz que trabaja para Cartoon Network y Frederator Studios. Graduado del Programa de Animación CalArts, es conocido por haber creado Adventure Time, ganadora de seis premios Emmy, The Midnight Gospel y Bravest Warriors en 2012. 

## Carrera
Entre 2002 y 2003, Ward publicó un webcómic llamado Bueno the Bear (Bueno el Oso). No satisfecho con su trabajo, retiró el cómic. No obstante, mantiene el nombre buenothebear para su sitio en internet y para otros sitios, como Twitter. Más tarde hizo un corto para Frederator titulado Barrista, protagonizado por Bueno el Oso.
En 2006 hizo un corto de Hora de Aventuras (Hora de Aventura en Hispanoamérica) que se convertiría en un fenómeno de Internet, con más de un millón de visitas en noviembre del mismo año. Ward ofreció Hora de Aventuras a Nickelodeon, pero lo rechazaron. Pasó un tiempo hasta que Cartoon Network terminó siendo por fin el que lo aceptó.
Ward continuó su trabajo en cortos para Random! Cartoons, de Frederator, que se emitían en Nicktoons Network. Ahí trabajó con varias personas que más tarde colaborarían con él en Hora de Aventuras.
En 2007, Ward fue contratado para trabajar en la primera temporada de Las maravillosas desventuras de Flapjack como guionista.  Durante este tiempo, Ward colaboró con Mike Roth, que trabaja en Regular Show, y más tarde con Alex Hirsch, creador de Gravity Falls. Esta experiencia fue aprovechada por Ward en el proceso creativo de Adventure Time.
En 2012, Bravest Warriors empezó a ser emitido para Frederator Studios en el canal de Youtube, Cartoon Hangover.
En un momento desconocido durante la 5.ª temporada de Adventure Time, Ward inesperadamente dejó de correr el programa. "Renuncié porque me estaba volviendo loco", revelado el 9 de octubre, en una edición de la revista Rolling Stone.
Ward continuó como uno de los escritores y artistas de historia en la serie hasta el final de la temporada seis y él todavía sirve como productor ejecutivo.
En una entrevista con Indiewire antes del debut de la séptima temporada, el escritor principal de la temporada, Kent Osborne, señaló que Ward dejó de escribir contornos del episodio al principio de la temporada 7, pero todavía se ve sobre ellos y proporciona ideas, ya que se empezó a centrar en una película de Adventure Time, donde de cierta manera producirá y escribirá el largometraje.

## Influencias
Ward ha declarado que sus amigos, muchos de los cuales colaboran con el en Hora de Aventura, son sus mayores influencias en el dibujo y en la animación.
En otras declaraciones, explicó que había sido influenciado por Los Simpson y Alec Coates, un amigo suyo que murió en 2007 a causa de las heridas infligidas por un perro amarillo llamado Jake. En esa declaración citó a Alec al decir "puedes sacar al perro fuera del tronco, pero no puedes sacar el tronco fuera del perro".

## Filmografía

### Televisión
| Año         | Título                                   | Papel | Rol                                                 | Notas                                 |
| ----------- | ---------------------------------------- | --- | --------------------------------------------------- | ------------------------------------- |
| 2008-2009   | Random! Cartoons                         | Artista del guion gráfico, diseñador de personajes, director                                                   | Abraham Lincoln \| Anciano                          |                                       |
| 2008-2009   | Las maravillosas desventuras de Flapjack | Escritor, artista del guion gráfico                                                                            | Rower # 1 \| Jefe de vela                           |                                       |
| 2010 - 2018 | Adventure Time                           | Creador, escritor, artista del guion gráfico, productor (temporadas 1-2), productor ejecutivo (temporadas 3-5) | Lumpy Space Princess \| Shelby \| Voces Adicionales |                                       |
| 2012        | Bravest Warriors                         | Creador, productor, actor de voz                                                                               | Ordenador                                           |                                       |
| 2014        | Over the Garden Wall                     | Escritor, artista del guion gráfico                                                                            |                                                     | Episodio: "Songs of the Dark Lantern" |
| 2015        | Uncle Grandpa                            | Director, escritor, artista del guion gráfico, historia                                                        | Voz sustituta de Uncle Grandpa y Pizza Steve        | Episodio: "Guest Directed Shorts"     |
| 2020        | The Midnight Gospel                      | Creador, director, artista de guion gráfico, escritor                                                          |                                                     |                                       |
| 2023        | Adventure Time: Fionna and Cake          | Creador | Ellis P.                                            |                                       |

### Película
| Año | Título           | Papel                         | Notas |
| --- | ---------------- | ----------------------------- | ----- |
| TBA | Hora de aventura | Creador, productor y escritor |       |

### Web
| Año           | Título           | Papel              | Rol                                            |
| ------------- | ---------------- | ------------------ | ---------------------------------------------- |
| 2012-presente | Animation Pals   | Voz de Dr. Katz    | Cocreador                                      |
| 2012-presente | Bravest Warriors | Voz de Computadora | Creador                                        |
| 2014-presente | Bee and PuppyCat | N/A                | Editor de animación, director de voz, director |

### Videojuegos
| Año  | Título                                                      | Rol                     |
| ---- | ----------------------------------------------------------- | ----------------------- |
| 2012 | Adventure Time: Hey Ice King! Why'd You Steal Our Garbage?! | Escritor                |
| 2013 | Adventure Time: Explore the Dungeon Because I Don't Know!   | Escritor                |
| 2014 | Little Pink Best Buds                                       | Escritor, artista       |
| 2014 | Adventure Time: The Secret of the Nameless Kingdom          | Creador                 |
| 2014 | Broken Age                                                  | Voz de Gus              |
| 2015 | The Magpie Collection                                       | Diseñador de personajes |

### Cortometraje
| Año  | Título           | Papel                 | Rol                                   |
| ---- | ---------------- | --------------------- | ------------------------------------- |
| 2007 | Barrista         | Bueno el oso \| Sasha | Escritor, animador                    |
| 2011 | Pikapew Poop Chu | Ash \| Brock          | Historia, animación, mezcla de sonido |